# Five Star Final
Five Star Final è un film del 1931, diretto da Mervyn LeRoy.
Trae origine dallo spettacolo Five Star Final andato in scena al Cort Theatre per il Broadway theatre dal 30 dicembre 1930 arrivando a 175 recite.

## Produzione
Il film fu prodotto dalla First National Pictures (A First National-Vitaphone Picture).

## Distribuzione
Distribuito dalla Warner Bros., uscì nelle sale cinematografiche statunitensi il 26 settembre 1931.

## Riconoscimenti
- 1932 - Premio Oscar
  - Nomination Miglior film alla First National